# Sinfra (departement)
Sinfra är ett departement i Elfenbenskusten. Det ligger i regionen Marahoué, i den centrala delen av landet, 50 km väster om huvudstaden Yamoussoukro.